# Анаконда Дешауенсея
Анаконда Дешауенсея (лат. Eunectes deschauenseei) — вид змей из семейства ложноногих. Обитают на северо-востоке Южной Америки (Бразилия, Французская Гвиана). Подвидов не выявлено. Ведут полуводный образ жизни, встречаясь на затопляемых водой в определенный сезон территориях, живут на высоте до 300 м.
Названы в честь американского орнитолога Рудольфа Мейера де Шауэнси, который в 1924 году подарил змею Филадельфийскому зоопарку.

## Описание
Длина взрослых самцов составляет 130—211 см, взрослых самок — 120—231 см. Длина новорожденных змеёнышей 29—53 см.